# Har Yo'ash
Har Yo'ash (hebreiska: Har Yo’ash, הר יואש) är ett berg i Israel.   Det ligger i distriktet Södra distriktet, i den södra delen av landet. Toppen på Har Yo'ash är 710 meter över havet, eller 69 meter över den omgivande terrängen. Bredden vid basen är 0,98 km.
Terrängen runt Har Yo'ash är kuperad åt sydost, men åt nordväst är den platt. Runt Har Yo'ash är det ganska glesbefolkat, med 42 invånare per kvadratkilometer. Närmaste större samhälle är Eilat, 7,0 km öster om Har Yo'ash. Trakten runt Har Yo'ash är ofruktbar med lite eller ingen växtlighet.